# Радянські патріоти (організація)
Радянські патріоти — підпільна антифашистська організація, що діяла в період тимчасової німецької окупації на території Рейхскомісаріату України (сучасного Жмеринського району Вінницької області).

## Історія
Підпільна організація діяла з листопада 1942 по липень 1943 року. Її очолював комітет у складі К. С. Гришина, В. В. Киняєва, Г. Г. Навроцького, Е. М. Семілєтов та ін. Організація на літо 1943 року налічувала 13 груп, які діяли на Жмеринському вагоноремонтному заводі, на міській електростанції, станції водогону тощо. Їхній вплив поширювався на багато сіл Жмеринського, Шаргородського та інших районів Вінниччини. Організація випускала листівки і розповсюджувала їх серед населення, в травні 1943 року організувала випуск рукописної газети «Червоний партизан», здійснювала диверсії на залізниці, знищувала бойову техніку німецьких військ, визволяла радянських військовополонених і рятувала молодь від вивезення до Німеччини. У липні 1943 року організацію розкрила німецька жандармерія. Учасників організації ув'язнили в Тираспольській в'язниці. Вони встановили зв'язок з місцевими підпільниками та готували втечу. Але 2 грудня 1943 року 18 членів організації було страчено.